# Bundesstraße 219
Die Bundesstraße 219 (Abkürzung: B 219) ist eine Bundesstraße in Deutschland. Ihr gesamter Streckenverlauf befindet sich innerhalb von Nordrhein-Westfalen. Ihre Länge beträgt nur rund 28 km. Sie verbindet das Tecklenburger Land mit der Stadt Greven sowie von dort über die B 481 und die L 587 (ehemals südlicher Teil der B 219) mit der Stadt Münster.

## Geschichte

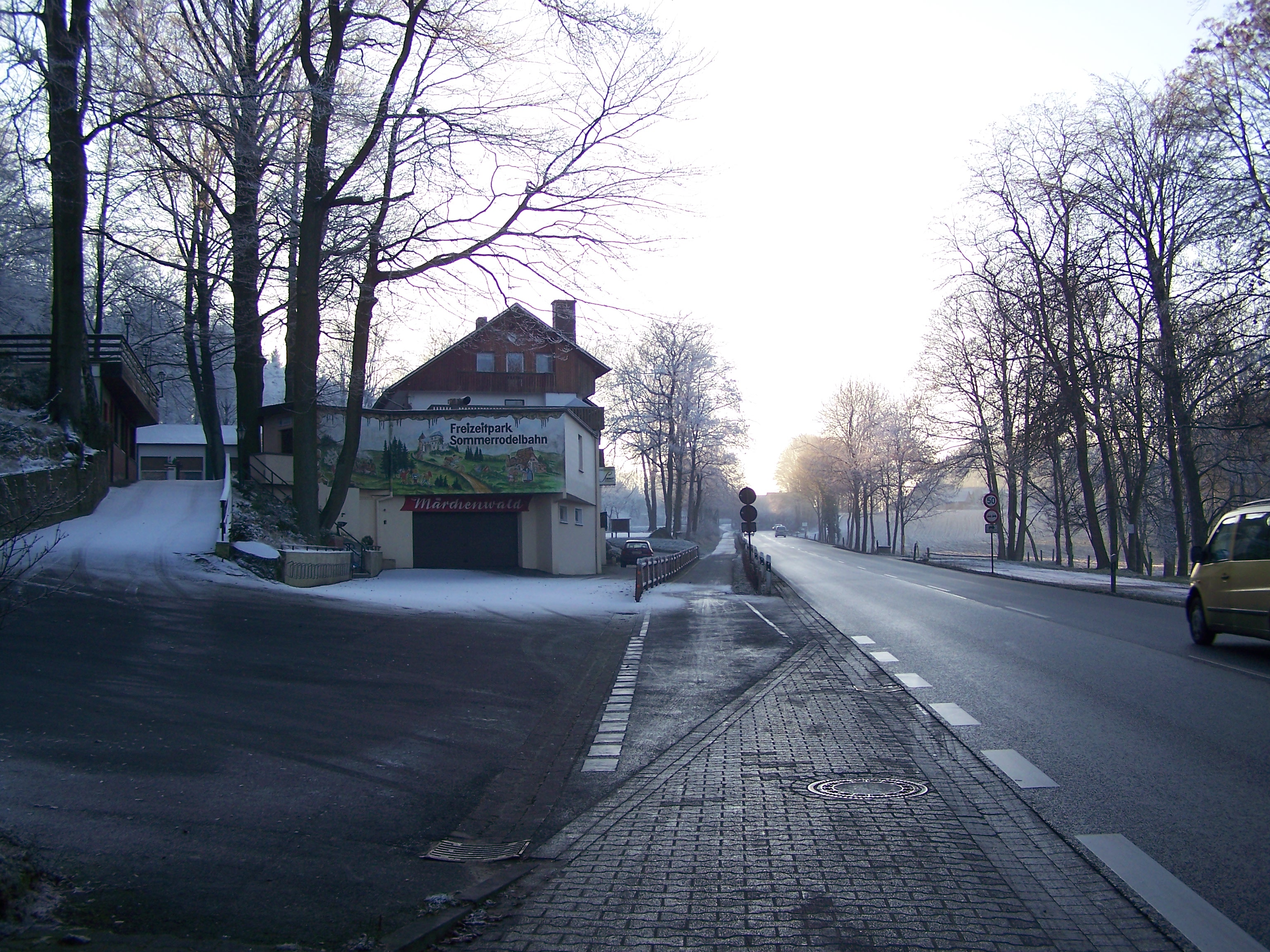
Rampe der Passstraße an den Dörenther Klippen mit der Ibbenbürener Sommerrodelbahn

Der Landweg von Münster nach Saerbeck wurde 1846 zur Chaussee ausgebaut. Um 1937 wurde diese gut ausgebaute Strecke zur Reichsstraße erhoben.
Am 17. Juli 1986 wurde die damals noch zur Bundesstraße gehörenden Unterführung unter der Bahnstrecke Löhne–Rheine am Bahnhof Ibbenbüren eingeweiht.
Bis in die 1990er Jahre hinein befand sich der Startpunkt der B 219 noch etwa 3,5 Kilometer weiter nördlich innerhalb des Stadtgebiets von Ibbenbüren und traf dort auf die B 65. Nachdem diese zwischen Osnabrück und Salzbergen zu einer Landesstraße herabgestuft wurde, wurde der Startpunkt der B 219 aus dem Stadtgebiet herausverlagert und die B 219 beginnt seitdem an der Anschlussstelle 11b der A 30.
Bis 2016 führte die Bundesstraße von Ibbenbüren durchgehend bis nach Münster. In Greven überquerte sie dabei die Ems und direkt an der Stadtgrenze zwischen Greven und Münster die A 1. Münster-Sprakel umging sie ebenso wie Saerbeck und Greven auf einer Ortsumgehung.
Die Ortsumgehung von Sprakel wurde am 12. Juli 2002 für den Verkehr freigegeben. Auf einer 2,6 km langen und 12,2 Mio. Euro teurem Trasse umgingen 11.000 Fahrzeuge am Tag einen Bahnübergang sowie die Ortsdurchfahrt.
In Münster traf sie schließlich auf die B 54. Dieser ehemals südliche Streckenabschnitt der B 219 wurde 2016 zu einer Landstraße zurückgestuft und ist seither Teil der L 587.

## Verlauf
Die B 219 beginnt in Ibbenbüren an der Anschlussstelle 11b der A 30. Aufgrund des hohen Verkehrs gilt sie innerhalb Ibbenbürens als die meist befahrene Straße neben der Autobahn. Ihr Verlauf führt sie von dort in südliche Richtung. Die B 219 passiert dabei die Ausläufer des Teutoburger Waldes mit den Dörenther Klippen mit einer Passstraße und überquert sodann in Dörenthe den Dortmund-Ems-Kanal. Anschließend durchquert sie von Norden nach Süden die Gemeinde Saerbeck, auf deren Höhe sich die B 219 auf einer Länge von etwa zwei Kilometern den Streckenverlauf mit der B 475 teilt. Sie führt weiter bis nach Greven, wo sie die B 481 kreuzt und in die L 587, den ehemals südlichen Teil der B 219 bis nach Münster, mündet. Sie endet folglich am Ortseingang der Stadt Greven an der Kreuzung mit der B 481.

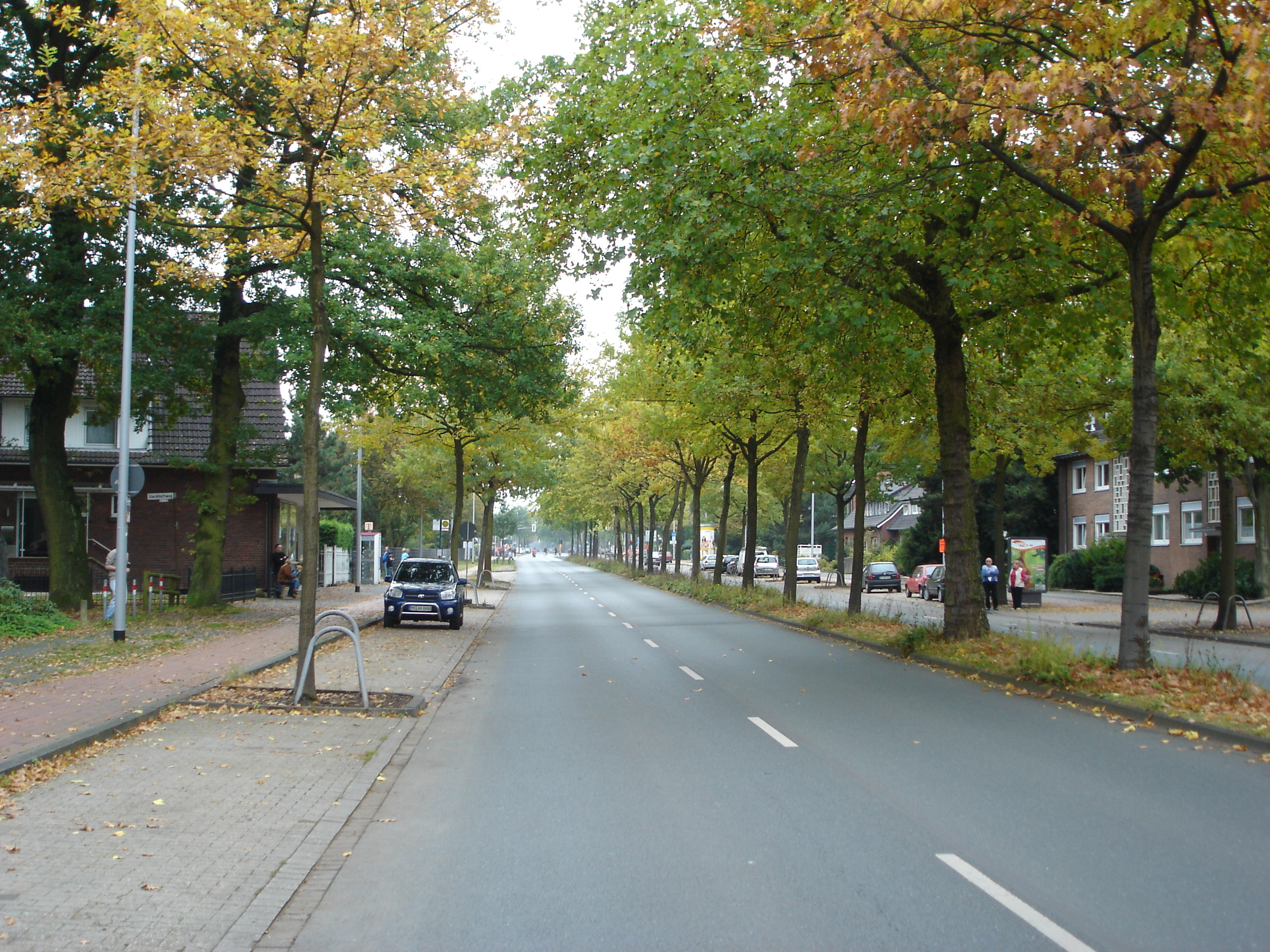
Die vierspurig ausgebaute B 219 in Münster-Kinderhaus in Richtung Stadtzentrum gesehen

In Greven überquerte sie außerdem bis 2016 die Ems und direkt an der Stadtgrenze zwischen Greven und Münster die A 1. Außerdem umging sie Münster-Sprakel ebenso wie Saerbeck und Greven auf einer Ortsumgehung. Dieser Streckenabschnitt ist seit 2016 Teil der L 587, welche am Ortseingang in Münster-Kinderhaus an den alten vierspurig ausgebauten Südteil der B 219 anschließt.
Die Straße trifft dort auf die B 54. Beide Straßen nehmen in der Folge auf einer Länge von rund 1.800 Metern denselben Verlauf. Nachdem sich die beiden Bundesstraßen wieder getrennt haben, führt die hier wieder reaktivierte B 219 die letzten zweieinhalb Kilometer nach Süden und endet dort an der B 51, welche später zur A 43 wird.